# Aiode (condado)
O Condado de Aiode ou Condado de Ayoud é uma área administrativa localizada no estado de Juncáli, no Sudão do Sul. Sua sede é na cidade de Aiode. O comissário responsável por esse condado é Thoi Ruai Chany. Em janeiro de 2011, os resultados do referendo nessa região foram unanimemente a favor da independência do Sudão do Sul.

## Informações Recentes
Um estudo realizado em dezembro de 1994 analisou 759 pessoas e descobriu que 156, ou 20,6% dos habitantes da capital, tiveram infecções por vermes. Esta infecção parasitária é causada pela ingestão de água contaminada e pode ser eliminada através de uma fonte de água limpa. Níveis da doença tracoma ocular bacteriana são extremamente elevados entre os moradores de Aiode. Além disso, em fevereiro de 2011, foi relatado que a sede do condado foi atingida por uma escassez severa de água. Isto ocorreu uma combinação de falta de chuvas, aumento do número de repatriados e falha por parte das autoridades para reparar mais de 10 poços. O condado também sofre com confrontos entre etnias, e entre partidos liberais e partidos contrários, acusados de fraude nas eleições.